# Zygmunt Papieski

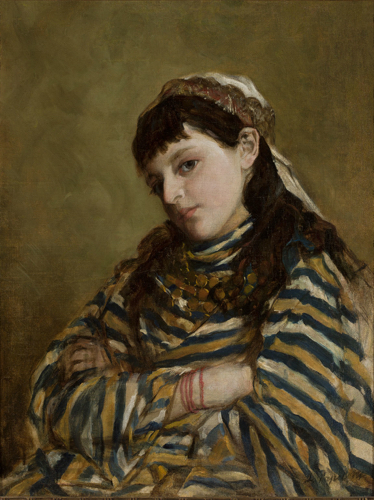
Turczynka

Zygmunt Papieski (ur. 1852, zm. 1938) – polski malarz, jeden z uczniów Jana Matejki.

## Życiorys
Studia artystyczne w krakowskiej Szkole Sztuk Pięknych odbył w latach 1870–1874. W końcu października 1875 r. zgłosił się do Akademii Sztuk Pięknych - Techn. Malklasse Jego najbardziej znanym dziełem jest kolorowa wersja Pocztu królów i książąt polskich Matejki, którą malował wspólnie z Leonardem Stroynowskim (według rysunków mistrza olejem na płótnie) – w tej postaci niezwykle popularnego (m.in. publikowanego na pocztówkach przez Salon Malarzy Polskich w Krakowie) i wznawianego dotychczas. Został pochowany na Cmentarzu Rakowickim w Krakowie.